# 成瀬佑太
成瀬 佑太（なるせ ゆうた、1996年7月27日 - ）は、神奈川県秦野市出身のサッカー選手。ポジションはFW。

## 経歴
渋沢SCから、FC厚木を経て、千葉県の流通経済大学付属柏高等学校に進学。卒業後は東海大学に進学した。
海外移籍を模索する中で、2019年11月半ばに渡航し、数日間のトライアウトを経てMCLのナガワールドFCに入団が決定した事が発表された。

## 所属クラブ
ユース経歴
- 渋沢SC
- 2010年 - 2012年 FC厚木
- 2013年 - 2015年 流通経済大学付属柏高等学校
- 2016年 - 2019年 東海大学

プロ経歴
- 2020年  ナガワールドFC